# Ваулин, Алексей Александрович
Алексей Александрович Ваулин (род. 7 июля 1975) — российский хоккеист, нападающий, тренер.

## Биография
Воспитанник пензенского хоккея. Выступал за команды «Дизелист» / «Дизель» Пенза (1992/93 — 1994/95, 1996/97, 1997/98 — 2001/02, 2004/05 — 2005/06, 2007/08 — 2008/09), «Дизель-2» (1996/97, 1997/98 — 1998/99, 2002/03, 2004/05, 2008/09), «Авангард» Тамбов (1995/96, 1997/98) «Кристалл» Саратов (2001/02, 2002/03 — 2003/04, 2006/07).
Бронзовый призёр хоккейного турнира зимней Универсиады 1995.
В сезонах 2009/10 — 2010/11 — тренер и главный тренер в команде первой лиги «Дизель-2». Тренер юношеской команды «Дизеля» (2011—2015). Главный тренер команды МХЛ-Б / НМХЛ «Дизелист» (2015/16 — 2017/18) — серебро НМХЛ (2016/17), Кубок регионов и золото чемпионата (2017/18). Главный тренер команд ВХЛ «Дизель» (2018/19 — 2020/21, 2023/24, до 17 декабря) и «Тамбов» (7 декабря 2021 — 2 мая 2023).